# NGC 3243
NGC 3243 ist eine linsenförmige Galaxie vom Hubble-Typ S0 im Sternbild Sextant südlich der Ekliptik. Sie ist schätzungsweise 241 Millionen Lichtjahre von der Milchstraße entfernt und hat einen Durchmesser von etwa 100.000 Lj.

Im selben Himmelsareal befindet sich die Galaxie IC 609.
Das Objekt wurde am 2. April 1886 von Lewis Swift entdeckt.